# Светско првенство у воденим спортовима 2009.
Светско првенство у воденим спортовима 2009. или XIII. ФИНА Светско првенство одржано је у Риму, Италија од 17. јула до 2. августа 2009.. Ово је друго светско првенство које се одржава у Риму. Прво је било 1994. године.
У саставу првенства налазило се, као и до сада 5 самосталних спортова и то:
- Пливање у 50 метарском базену 40 дисциплина (20 у мушкој и 20 у женској конкуренцији) (26. јули-2. август)
- Ватерполо у мушкој и женској конкуренцији (19. јули-1. август)
- Скокови у воду 10 дисциплина (5 у мушкој и 5 у женској конкуренцији 6 појединачно и 4 у паровима) (17. јули-25. јули)
- Уметничко пливање (Синхроно пливање) 7 дисциплина само у женској конкуреницији (18. јула-25. јула)и
- Даљинско пливање на отвореном 6 дисциплина (5, 10, 25 km у обе конкуренције (21. јула-25. јула).

Према броју земаља учесница (185) и броју такмичара (2.515) премашена су сва досадашња светска првенства у воденим спортовима од 1973. до данас.

## Избор града домаћина
Одлука у вези са избором град домаћина Светског првенства у воденим спортовима 2009. донета је 16. јули 2005. у Монтреалу Канада
 Остали градови кандидати су:
- Атина  Грчка
- Дубаи  Уједињени Арапски Емирати
- Москва  Русија
- Јокохама  Јапан

## Календар такмичења
| ● | Церемонија отварања | ● | Такмичења | ● | Финале | ● | Церемонија затварања |

| јули/август       | 17 | 18 | 19 | 20 | 21 | 22 | 23 | 24 | 25 | 26 | 27 | 28 | 29 | 30 | 31 | 1 | 2 | Д  |
| ----------------- | -- | -- | -- | -- | -- | -- | -- | -- | -- | -- | -- | -- | -- | -- | -- | - | - | -- |
| Церемоније        |    | ●  |    |    |    |    |    |    |    |    |    |    |    |    |    |   | ● |    |
| Пливање           |    |    |    |    |    |    |    |    |    | 4  | 4  | 5  | 4  | 5  | 5  | 6 | 7 | 40 |
| Даљинско пливање  |    |    |    |    | ●  |    | ●  |    | ●  |    |    |    |    |    |    |   |   | 6  |
| Скокови у воду    | ●  | ●  | ●  |    | ●  |    | ●  | ●  | ●  |    |    |    |    |    |    |   |   | 10 |
| Ватерполо         |    |    |    |    |    |    |    |    |    |    |    |    |    |    | ●  | ● |   | 2  |
| Уметничко пливање |    |    | ●  | ●  | ●  | ●  | ●  | ●  | ●  |    |    |    |    |    |    |   |   | 7  |
| Финала            | 1  | 2  | 3  | 1  | 5  | 1  | 4  | 2  | 4  | 4  | 4  | 5  | 4  | 5  | 6  | 7 | 7 | 65 |

## Земље учеснице
| - Авганистан - Египат - Албанија - Алжир - Америчка Самоа - Америчка Девичанска Острва - Андора - Ангола - Антигва и Барбуда - Екваторијална Гвинеја - Аргентина - Јерменија - Аруба - Азербејџан - Етиопија - Аустралија - Бахаме - Бахреин - Бангладеш - Барбадос - Белгија - Бенин - Бермуди - Боливија - Босна и Херцеговина - Боцвана - Бразил - Брунеј - Бугарска - Бурунди - Бурунди - Чиле - Кина - Кинески Тајпеј - Кукова Острва - Костарика - Данска - Немачка - Доминика - Доминиканска Република - Еквадор - Салвадор - Обала Слоноваче - Естонија - Фарска Острва - Фиџи - Финска - Француска - Грузија - Гана - Гибралтар - Гернзи - Гренланд - Гвам - Гватемала - Гвинеја - Гвинеја Бисао - Гвајана - Хондурас - Хонгконг - Индија - Индонезија - Ирак - Иран | - Република Ирска - Исланд - Израел - Италија - Јамајка - Јапан - Јемен - Јордан - Камбоџа - Канада - Кајманска Острва - Камерун - Казахстан - Катар - Кенија - Киргистан - Колумбија - Комори - ДР Конго - Република Конго - Хрватска - Куба - Кувајт - Лаос - Летонија - Лесото - Либан - Либерија - Либија - Лихтенштајн - Литванија - Луксембург - Макао - Мадагаскар - Малави - Малезија - Малдиви - Мали - Малта - Мароко - Маршалска Острва - Маурицијус - Мауританија - Република Македонија - Мексико - Микронезија - Молдавија - Монако - Монголија - Црна Гора - Мозамбик - Мјанмар - Намибија - Непал - Нови Зеланд - Никарагва - Холандија - Холандски Антили - Нигер - Нигерија - Северна Кореја - Северна Маријанска острва - Норвешка - Оман | - Аустрија - Пакистан - Палестина - Палау - Панама - Парагвај - Папуа Нова Гвинеја - Перу - Филипини - Пољска - Португалија - Порторико - Руанда - Румунија - Русија - Соломонова Острва - Замбија - Самоа - Сан Марино - Саудијска Арабија - Шведска - Швајцарска - Сенегал - Србија - Сејшели - Сијера Леоне - Зимбабве - Сингапур - Словачка - Словенија - Сомалија - Шпанија - Шри Ланка - Света Луција - Сент Винсент и Гренадини - Јужна Африка - Судан - Јужна Кореја - Суринам - Свазиленд - Сирија - Тахити - Таџикистан - Танзанија - Тајланд - Того - Тринидад и Тобаго - Чешка - Тунис - Турска - Туркменистан - Туркменистан - Уганда - Украјина - Мађарска - Уругвај - Узбекистан - Венецуела - Вијетнам - Уједињени Арапски Емирати - Сједињене Државе - Уједињено Краљевство - Белорусија - Кипар |

## Освајачи медаља

### Пливање
| Мушкарци           | Мушкарци                                                                                                   | Мушкарци    | Мушкарци | Мушкарци | Мушкарци                                                                                   | Мушкарци |
| ------------------ | --- | ----------- | --- | -------- | ------------------------------------------------------------------------------------------ | -------- |
| Дисциплина         | Злато | Време       | Сребро | Време    | Бронза                                                                                     | Време    |
| Слободно           | |             | |          |                                                                                            |          |
| 50 м               | Сезар Фиљо Сијело · Бразил                                                                                 | 21,08 РСП   | Фредерик Буске · Француска                                                                                       | 21,21    | Амори Лево · Француска                                                                     | 21,25    |
| 100 м              | Сезар Фиљо Сијело · Бразил                                                                                 | 46,91 СР    | Ален Бернар · Француска                                                                                          | 47,12    | Фредерик Буске · Француска                                                                 | 47,25    |
| 200 м              | Паул Бидерман · Немачка                                                                                    | 1:42,00 СР  | Мајкл Фелпс · Сједињене Државе                                                                                   | 1:43,22  | Данила Изотов · Русија                                                                     | 1:49,90  |
| 400 м              | Паул Бидерман · Немачка                                                                                    | 3:40,07 СР  | Осама Мелули · Тунис                                                                                             | 3:41,11  | Џанг Лин · Кина                                                                            | 3:41,35  |
| 800 м              | Џанг Лин · Кина                                                                                            | 7:32,12 СР  | Осама Мелули · Тунис                                                                                             | 7:35,27  | Рајан Кокран · Канада                                                                      | 7:41,92  |
| 1.500 м            | Осама Мелули · Тунис                                                                                       | 14:37,28    | Рајан Кокран · Канада                                                                                            | 14:41,38 | Сун Јанг · Кина                                                                            | 14:46,84 |
| Леђно              | |             | |          |                                                                                            |          |
| 50 м               | Лијам Танкок · Уједињено Краљевство                                                                        | 24,04 СР    | Џунја Кога · Јапан                                                                                               | 24,24    | Герхард Цандберг · Јужна Африка                                                            | 24,34    |
| 100 м              | Џунја Кога · Јапан                                                                                         | 52,26 РСП   | Хелге Мев · Немачка                                                                                              | 52,54    | Асхвин Вилдебур · Шпанија                                                                  | 52,64    |
| 200 м              | Арон Пирсол · Сједињене Државе                                                                             | 1:51,92 СР  | Рјосуки Ири · Јапан                                                                                              | 1:52,51  | Рајан Локти · Сједињене Државе                                                             | 1:53,82  |
| Прсно              | |             | |          |                                                                                            |          |
| 50 м               | Камерон ван дер Бург · Јужна Африка                                                                        | 26,67 СР    | Филипе Силва · Бразил                                                                                            | 26,76    | Марк Ганглоф · Сједињене Државе                                                            | 26,86    |
| 100 м              | Брентон Рикард · Аустралија                                                                                | 58,58 СР    | Иг Дибоск · Француска                                                                                            | 58.64    | Камерон ван дер Бург · Јужна Африка                                                        | 58.95    |
| 200 м              | Данијел Ђурта · Мађарска                                                                                   | 2:07,64     | Ерик Шанто · Сједињене Државе                                                                                    | 2:07,65  | Гидријус Титенис · Литванија · Кристијан Спренгер · Аустралија                             | 2:07,80  |
| Делфин             | |             | |          |                                                                                            |          |
| 50 м               | Милорад Чавић · Србија                                                                                     | 22,67 РСП   | Метју Таргет · Аустралија                                                                                        | 22,73    | Рафаел Муњоз · Шпанија                                                                     | 22,88    |
| 100 м              | Мајкл Фелпс · Сједињене Државе                                                                             | 49,82 СР    | Милорад Чавић · Србија                                                                                           | 49,95    | Рафаел Муњоз · Шпанија                                                                     | 50,41    |
| 200 м              | Мајкл Фелпс · Сједињене Државе                                                                             | 1:51,51 СР  | Павел Кожењовски · Пољска                                                                                        | 1:53,23  | Такеши Мацуда · Јапан                                                                      | 1:53,32  |
| Мешовито           | |             | |          |                                                                                            |          |
| 200 м              | Рајан Локти · Сједињене Државе                                                                             | 1:54,10 СР  | Ласло Чех · Мађарска                                                                                             | 1:55,24  | Ерик Шанто · Сједињене Државе                                                              | 1:55,36  |
| 400 м              | Рајан Локти · Сједињене Државе                                                                             | 4:07,01     | Скот Тајлер Клари · Сједињене Државе                                                                             | 4:07,31  | Ласло Чех · Мађарска                                                                       | 4:07,37  |
| Штафете            | |             | |          |                                                                                            |          |
| 4 x 100 м слободно | Сједињене Државе · Мајкл Фелпс (47,78) · Рајан Локти (47,03) · Мет Гриверс(47,61) · Нејтан Адријан (46,79) | 3:09,21 РСП | Русија · Јевгениј Лагунов (47,90) · Андреј Гречин (47,00) · Данила Изотов (47,23) · Александар Сухоруков (47,39) | 3:09,52  | Француска · Фабјен Жило (47,73) · Ален Бернар · Жорж Мале (48,28) · Фредерик Буске (47,42) | 3:09,89  |
| 4 x 200 м слободно | Сједињене Државе · Мајкл Фелпс · Рики Беренс · Дејвид Вотерс · Рајан Локти                                 | 6:58,55 СР  | Русија · Никита Лобинцев · Михаил Пољшук · Данила Изотов · Александар Сухоруков                                  | 6:59,15  | Аустралија · Кенрик Манк · Роберт Херли · Томасо Дорсоња · Патрик Мерфи                    | 7:01,65  |
| 4 x 100 м мешовито | Сједињене Државе · Арон Пирсол СР · Ерик Шанто · Мајкл Фелпс · Дејвид Вотерс                               | 3:27,28 СР  | Немачка · Хелге Мев · Хендрик Фелдвер · Бенјамин Штарке · Паул Бидерман                                          | 3:28,58  | Аустралија · Ешли Дилејни · Брентон Рикард · Ендру Лотерстин · Метју Таргет                | 3:28,64  |

#### Жене
| Жене               | Жене | Жене         | Жене                                                                            | Жене     | Жене                                                                                     | Жене     |
| ------------------ | --- | ------------ | ------------------------------------------------------------------------------- | -------- | ---------------------------------------------------------------------------------------- | -------- |
| Дисциплина         | Злато | Време        | Сребро                                                                          | Време    | Бронза                                                                                   | Време    |
| Слободно           | |              |                                                                                 |          |                                                                                          |          |
| 50 м               | Брита Штефен · Немачка                                                                                         | 23,73 СР     | Тереза Алсхамер · Шведска                                                       | 23,88    | Кејт Кембел · Аустралија · Марлен Фелдхојс · Холандија                                   | 23,99    |
| 100 м              | Брита Штефен · Немачка                                                                                         | 52,07 СР     | Франческа Халсол · Уједињено Краљевство                                         | 52,87    | Лизбет Трикет · Аустралија                                                               | 52,93    |
| 200 м              | Федерика Пелегрини · Италија                                                                                   | 1:52,98 СР   | Алисон Шмит · Сједињене Државе                                                  | 1:54,96  | Дејна Волмер · Сједињене Државе                                                          | 1:55,64  |
| 400 м              | Федерика Пелегрини · Италија                                                                                   | 3:59,15 СР   | Џоана Џексон · Уједињено Краљевство                                             | 4:00,60  | Ребека Адлингтон · Уједињено Краљевство                                                  | 4:00,79  |
| 800 м              | Лоте Фрис · Данска                                                                                             | 8:15,92 РСП  | Џоана Џексон · Уједињено Краљевство                                             | 8:16,66  | Алесија Филипи · Италија                                                                 | 8:17,21  |
| 1.500 м            | Алесија Филипи · Италија                                                                                       | 15:44,93 РСП | Лоте Фрис · Данска                                                              | 15:46,30 | Камелија Потек · Румунија                                                                | 15:55,63 |
| Леђно              | |              |                                                                                 |          |                                                                                          |          |
| 50 м               | Џао Ђинг · Кина                                                                                                | 27,06 СР     | Данијела Замулски · Немачка                                                     | 27,23    | Гао Чанг · Кина                                                                          | 27,28    |
| 100 м              | Џема Спофорт · Уједињено Краљевство                                                                            | 58,12 СР     | Анастасија Зујева · Русија                                                      | 58,18    | Емили Сибом · Аустралија                                                                 | 58,88    |
| 200 м              | Керсти Ковентри · Зимбабве                                                                                     | 2:04,81 СР   | Анастасија Зујева · Русија                                                      | 2:04,94  | Елизабет Бајзел · Сједињене Државе                                                       | 2:06,39  |
| Прсно              | |              |                                                                                 |          |                                                                                          |          |
| 50 м               | Јулија Јефимова · Русија                                                                                       | 30,09 СР     | Ребека Сони · Сједињене Државе                                                  | 30,11    | Сара Кацулис · Аустралија                                                                | 30,16    |
| 100 м              | Ребека Сони · Сједињене Државе                                                                                 | 1:04,93      | Јулија Јефимова · Русија                                                        | 1:05,41  | Кејси Карлсон · Сједињене Државе                                                         | 1:05,75  |
| 200 м              | Нађа Хигл · Србија                                                                                             | 2:21,62 ЕР   | Анамеј Пирс · Канада                                                            | 2:21,84  | Мирна Јукић · Аустрија                                                                   | 2:21,97  |
| Делфин             | |              |                                                                                 |          |                                                                                          |          |
| 50 м               | Марике Гурер · Аустралија                                                                                      | 25,48        | Џоу Јафеј · Кина                                                                | 25.57    | Ингвилд Снилдал · Норвешка                                                               | 25,58    |
| 100 м              | Сара Шестрем · Шведска                                                                                         | 56,06 СР     | Џесика Шипер · Аустралија                                                       | 56,23    | Ђао Љујанг · Кина                                                                        | 56,86    |
| 200 м              | Џесика Шипер · Аустралија                                                                                      | 2:03.41 СР   | Љу Зиге · Кина                                                                  | 2:03.90  | Катинка Хосу · Мађарска                                                                  | 2:04.28  |
| Мешовито           | |              |                                                                                 |          |                                                                                          |          |
| 200 м              | Аријана Кукорс · Сједињене Државе                                                                              | 2:06,15 СР   | Стефани Рајс · Аустралија                                                       | 2:07,03  | Катинка Хосу · Мађарска                                                                  | 2:07,46  |
| 400 м              | Катинка Хосу · Мађарска                                                                                        | 4:30,31 СР   | Керсти Ковентри · Зимбабве                                                      | 4:32,12  | Стефани Рајс · Аустралија                                                                | 4:32,29  |
| Штафете            | |              |                                                                                 |          |                                                                                          |          |
| 4 x 100 м слободно | Холандија · Инге Декер (53,61) · Раноми Кромовиђођо (52,30) · Фемке Хемскерк (53,03) · Марлен Велдхојс (52,78) | 3:31,72 СР   | Немачка · Брита Штефен СР · Данијела Самулски · Петра Далман · Данијела Шрајбер | 3:31,83  | Аустралија · Лизбет Трикет · Марике Гурер · Шејн Рис · Фелисити Галвез                   | 3:33,01  |
| 4 x 200 м слободно | Кина · Јанг Ју (1:55.47) · Џу Ћанвеј (1:55,79) · Љу Ђинг (1:56,73 · Панг Ђајинг (1:54,73)                      | 7:42,08 СР   | Сједињене Државе · Дејна Волмер · Лејси Најмајер · Аријана Кукорс · Алисон Шмит | 7:42,56  | Уједињено Краљевство · Џоана Џексон · Џазмин Карлин · Кејтлин Маклачи · Ребека Адлингтон | 7:45,51  |
| 4 x 100 м мешовито | Кина · Џао Ђинг · Чен Хуејђа · Ђао Љујанг · Ли Џеси                                                            | 3:52,19 СР   | Аустралија · Емили Сибом · Сара Кацулис · Џесика Шипер · Лизбет Трикет          | 3:52,58  | Немачка · Данијела Самулски · Сара Певе · Аника Мелхорн · Брита Штефен                   | 3:55,79  |

### Даљинско пливање
| Мушки      | Мушки                               | Мушки     | Мушки                            | Мушки     | Мушки                          | Мушки     |
| ---------- | ----------------------------------- | --------- | -------------------------------- | --------- | ------------------------------ | --------- |
| Дисциплина | Злато                               | Време     | Сребро                           | Време     | Бронза                         | Време     |
| 5 км       | Томас Лурц · Немачка                | 56:26,9   | Спиридон Јоанотис · Грчка        | 56:27,2   | Чад Хо · Јужна Африка          | 56:41,9   |
| 10 км      | Томас Лурц · Немачка                | 1:52:06,9 | Ендру Гемел · Сједињене Државе   | 1:52:08,3 | Френ Крипен · Сједињене Државе | 1:52:10,7 |
| 25 км      | Валерио Клери · Италија             | 5:26:31,6 | Трент Гримси · Аустралија        | 5:26:50,7 | Владимир Дјачин · Русија       | 5:29:29,3 |
| Жене       |                                     |           |                                  |           |                                |           |
| 5 км       | Мелиса Горман · Аустралија          | 56:55,8   | Лариса Илченко · Русија          | 56:56,3   | Полијана Окимото · Бразил      | 56:59,3   |
| 10 км      | Кери-Ен Пејн · Уједињено Краљевство | 2:01:37,1 | Јекатарина Селиверстова · Русија | 2:01:38,0 | Мартина Грималди · Италија     | 2:01:38,6 |
| 25 км      | Ангела Маурер · Немачка             | 5:47:48.0 | Ана Уварова · Русија             | 5:47:51,9 | Федерика Витале · Италија      | 5:47:52,7 |

### Скокови у воду
| Дисциплина | Злато                                          | Сребро                                  | Бромза                                |
| Hommes     |                                                |                                         |                                       |
| Даска 1 м  | Ћин Кај Кина · 449,00 бод.                     | Џанг Синхуа Кина · 445,90 под.          | Метју Мичам Аустралија · 440,20 бод.  |
| Даска 3 м  | He Чунг Кина · 505,20 бод.                     | Трој Думе Сједињене Државе · 498,40 бод | Александар Депати Канада · 490,30 бод |
| Торањ 10 м | Томас Дејли Уједињено Краљевство · 539,85 бод. | Ћи Бо Кина · 532,20 бод.                | Џоу Лусин Кина · 530,55 бод.          |
| Жене       |                                                |                                         |                                       |
| Даска 1 м  | Јулија Пакалина Русија · 325,05 бод.           | Ву Минсја Кина · 311,90 бод.            | Ванг Хан Кина · 303,95 бод.           |
| Даска 3 м  | Гуо Ђингђинг Кина · 388,20 бод.                | Емили Еманс Канада · 346,45 бод.        | Тања Кањото Италија · 341,25 бод.     |
| Торањ 10 м | Паола Еспиноза Мексико · 428,25 бод.           | Чен Жуолин Кина · 417,60 бод.           | Кан Ли Кина · 410,35 бод.             |

| Дисциплина     | Злато                                        | Сребро                                                            | Бромза                                                         |
| Мушкарци       |                                              |                                                                   |                                                                |
| Даска 3 м      | Кина · Ћин Кај · Ванг Фенг · 467,94 бод.     | Сједињене Државе · Трој Думе · Кристијан Ипсен · 445,59 бод.      | Канада · Александар Депати · Рубен Рос · 428,64 бод.           |
| Платформа 10 м | Кина · Хуо Љанг · Лин Јуе · 482,58 бод       | Сједињене Државе · Дејвид Бодаја · Томас Финчум · 456,84          | Куба · Хосе Гера · Хенклер Агире · 456,60                      |
| Жене           |                                              |                                                                   |                                                                |
| Даска 3 м      | Кина · Гуо Ђингђинг · Ву Минсја · 348,00 бод | Италија · Тања Кањото · Франческа Далапе · 329,70 бод             | Русија · Јулија Пахалина · Анастасија Поздњакова · 310,80 бод. |
| Платформа 10 м | Кина · Чен Жуолин · Ванг Син · 369,18 бод.   | Сједињене Државе · Мери-Бет Даникеј · Хејли Ишимацу · 324,66 бод. | Малезија · Леонг Мун Ји · Памг Панделела Ринонг · 321,66 бод.  |

### Ватерполо
| Дисциплина | Злато            | Сребро  | Бромза   |
| Мушкарци   | Србија           | Шпанија | Хрватска |
| Жене       | Сједињене Државе | Канада  | Русија   |

### Уметничко пливање
| Дисциплина                  | Злато | Сребро | Бромза |
| Појединачно обавезни састав | Наталија Ишченко · Русија · 98,667 бод. | Хема Менгвал · Шпанија · 97,833 бод. | Мари-Пјер Будро-Гањон · Канада · 96,000 бод. |
| Појединачно слободни састав | Наталија Ишченко · Русија · 98,833 бод. | Хема Менгвал · Шпанија · 97,333 бод. | Беатриче Аделици · Италија · 95,000 бод. |
| Парови обавезни састав      | Русија · Наталија Ишченко · Светлана Ромашина · 98,667 бод. | Шпанија · Андреа Фуентес · Хема Менгвал · 97,333 бод. | Кина · Ђанг Тингтинг · Ђанг Венвен · 95,667 бод. |
| Парови слободни састав      | Русија · Анастасија Давидова · Светлана Ромашина · 98,833 бод. | Шпанија · Андреа Фуентес · Хема Менгвал · 98,333 бод. | Кина · Ђанг Тингтинг · Ђанг Венвен · 97,000 бод. |
| Екипе обавезни састав       | Русија · Дарија Коробова · Ана Насекина · Александра Пацкевич · Викторија Шестакович · Аља Шишкина · Јелизавета Степанова · Анжелика Тиманина · Софија Волкова · 98,833 бод.   | Шпанија · Она Карбонел · Ракел Корал · Маргалида Креспи · Андреа Фуентес · Таис Енрикез · Паула Кламбург · Ирина Родригез · Кристина Салвадор · 97,833 бод. | Кина · Хуанг Сјуечен · Ђанг Тингтинг · Ђанг Венвен · Љу Оу · Луо Си · Ванг На · Ву Јивен · Џанг Сјаохуан · 96,667 бод.                                                 |
| Екипе слободни састав       | Русија · Анастасија Давидова · Наталија Ишченко · Дарија Коробова · Ана Насекина · Александра Пацкевич · Светлана Ромашина · Аља Шишкина · Анжелика Тиманина · 99,167          | Шпанија · Она Карбонел · Ракел Корал · Маргалида Креспи · Андреа Фуентес · Таис Енрикез · Паула Кламбург · Хема Менгвал · Ирина Родригез · 97,667           | Кина · Сјуечен Хуанг · Ђанг Тингтинг · Ђанг Венвен · Оу Љу · Си Луо · На Ванг · Ву Јивен · Сјаохуан Џанг · 96,167                                                      |
| Комбиновано слободно        | Шпанија · Алба Кабељо · Она Карбонел · Ракел Корал · Маргалида Креспи · Андреа Фуентес · Таис Енрикез · Паула Кламбург · Хема Менгвал · Хисела Морон · Ирина Родригез · 98,833 | Кина · Сјуечен Ханг · Ђанг Тингтанг · Ђанг Венвен · Љу Оу · Си Луо · Син Ши · Сун Венјан · На Ванг · Ву Јивен · Сјаохуан Џанг · 98,167                      | Канада · Мари-Пјер Будро-Гањон · Камил Боунес · Жо-Ани Фортен · Сенди Гил · Клои Ајзак · Ев Ламуре · Стефани Леклер · Елиз Маркот · Карин Томас · Валери Велш · 96,667 |

## Биланс медаља
| Ранг        | Држава               | Злато | Сребро | Бронза | Укупно |
| 1           | Сједињене Државе     | 11    | 11     | 7      | 29     |
| 2           | Кина                 | 11    | 7      | 11     | 29     |
| 3           | Русија               | 8     | 8      | 4      | 20     |
| 4           | Немачка              | 7     | 4      | 1      | 12     |
| 5           | Аустралија           | 4     | 5      | 10     | 19     |
| 6           | Уједињено Краљевство | 4     | 3      | 2      | 9      |
| 7           | Италија              | 4     | 1      | 5      | 10     |
| 8           | Србија               | 3     | 1      | 0      | 4      |
| 9           | Мађарска             | 2     | 1      | 3      | 6      |
| 10          | Бразил               | 2     | 1      | 1      | 4      |
| 11          | Шпанија              | 1     | 7      | 3      | 11     |
| 12          | Јапан                | 1     | 2      | 1      | 4      |
| 13          | Тунис                | 1     | 2      | 0      | 3      |
| 14          | Данска               | 1     | 1      | 0      | 2      |
| 14          | Švedska              | 1     | 1      | 0      | 2      |
| 14          | Зимбабве             | 1     | 1      | 0      | 2      |
| 17          | Јужна Африка         | 1     | 0      | 3      | 4      |
| 18          | Холандија            | 1     | 0      | 1      | 2      |
| 19          | Мексико              | 1     | 0      | 0      | 1      |
| 20          | Канада               | 0     | 4      | 5      | 9      |
| 21          | Француска            | 0     | 3      | 3      | 6      |
| 22          | Гренланд             | 0     | 1      | 0      | 1      |
| 22          | Пољска               | 0     | 1      | 0      | 1      |
| 24          | Аустрија             | 0     | 0      | 1      | 1      |
| 24          | Хрватска             | 0     | 0      | 1      | 1      |
| 24          | Куба                 | 0     | 0      | 1      | 1      |
| 24          | Литванија            | 0     | 0      | 1      | 1      |
| 24          | Малезија             | 0     | 0      | 1      | 1      |
| 24          | Норвешка             | 0     | 0      | 1      | 1      |
| 24          | Румунија             | 0     | 0      | 1      | 1      |
| Укупно (30) | Укупно (30)          | 65    | 65     | 67     | 197    |